# Víglundar saga
La Víglundar saga (che in italiano significa Saga di Víglundr) è una saga degli Islandesi scritta in norreno in Islanda intorno al XIII-XIV secolo; l'autore, come per molte di queste saghe, è ignoto. L'editore moderno della Víglundar saga la cui versione è presa da tutti convenzionalmente come standard è l'Íslenzk Fornrít.